# Rémy Pautrat
Pour les articles homonymes, voir Pautrat.
Rémy Raymond Pautrat (né le 13 février 1940 à Nevers dans la Nièvreet mort le 6 avril 2025 à Versailles,) est un haut fonctionnaire français, ancien directeur de la Direction de la surveillance du territoire (DST, d'août 1985 à avril 1986) succédant à Yves Bonnet. Nommé ensuite conseiller à la sécurité du Premier ministre Michel Rocard (1988-1991), puis préfet de l'Essonne (1991-1994), il fut ensuite secrétaire général adjoint du Secrétariat Général de la Défense Nationale (SGDN) de 1994 à 1996, sous Balladur puis Juppé. Préfet du Calvados puis du Nord-Pas-de-Calais, il siège aujourd'hui au comité d'éthique de la ville de Paris sur la vidéosurveillance. Il est l'un des initiateurs en France du développement de l'intelligence économique.

## Biographie

### Études et début de carrière
Né d'un père ouvrier à la SNCF, il effectue sa scolarité au lycée Jules Renard de Nevers. Il obtient une licence en droit aux facultés de droit et des sciences économiques de Clermont-Ferrand et de Paris. Inspecteur élève (1963-1965), puis inspecteur des impôts (1965), il est détaché en qualité de coopérant technique auprès du ministre algérien des Finances et du Plan (1966-1969).
Il devient ensuite Stagiaire au cycle préparatoire à l'École nationale d'administration, puis l'intègre, faisant partie de la promotion Simone Veil (1974), avec Élisabeth Guigou et Hubert Védrine. Il devient chef du bureau de la production, du transport et de la distribution de l’électricité au ministère de l'Industrie et secrétaire général adjoint du Conseil supérieur de l'électricité et du gaz (1er juin 1974).
Nommé sous-préfet et directeur de cabinet du préfet de la Manche (15 septembre 1978), il devient secrétaire général de l'Yonne (22 janvier 1979). Administrateur civil hors classe, chef de cabinet du ministre des Relations extérieures Claude Cheysson (11 juin 1981) après l'élection de François Mitterrand. Préfet, commissaire de la République des Hautes-Alpes (26 mars 1984), il est titularisé préfet (26 mars 1985).
Devenu préfet hors cadre, il dirige la Direction de la surveillance du territoire (DST) à partir d'août 1985 et est également secrétaire général de la préfecture de la région Île-de-France.

### Conseiller à la sécurité de Rocard
En tant que conseiller technique puis conseiller à la sécurité du Premier ministre, il essaie de relancer le comité interministériel du renseignement (CIR) et un Plan national de renseignement.

### SGDN (1994-1996)
Au SGDN, il met en place en 1995 un « comité pour la compétitivité et la sécurité économique »; présidé par délégation du Premier ministre par le ministre de l'Economie, cette instance préfigure le poste de haut responsable chargé de l'intelligence économique qui sera créé 10 ans plus tard, avec Alain Juillet comme titulaire. En 2007, la journaliste Nicole Chevillard témoignera devant la justice avoir eu une discussion avec Pautrat en 1996, à la suite d'une étude sur l'armée algérienne, au cours de laquelle celui-ci lui aurait dit que les responsables des services secrets algériens se « sont vantés d'avoir retourné Djamel Zitouni », l'émir des Groupes islamiques armés (GIA), responsables des huit attentats commis en 1995. En 2002, Rémy Pautrat avait confirmé au journaliste Jean-Baptiste Rivoire, lors d'une interview enregistrée pour Canal plus, avoir appris dès 1994 que Djamel Zitouni avait été volontairement épargné par la sécurité militaire algérienne lors d'une embuscade, parce qu'elle le contrôlait : « Ils avaient effectivement épargné Zitouni, déclara notamment Remy Pautrat à Canal plus, alors que tout avait été fait pour que l’embuscade soit un succès et qu’ils auraient pu tuer tout le monde s’ils l’avaient voulu. Ils l’avaient donc épargné volontairement » Et l'ancien patron de la DST ira plus loin, trahissant le fait que dès 1994, il savait que la sécurité militaire entretenait des contacts avec Djamel Zitouni : « Qu’on ait épargné un type parce qu’on avait déjà des contacts avec lui et qu’on pensait qu’après, il prendrait la relève, ce qui s’est effectivement passé, et qu’il serait plus accommodant, cela me paraissait dans l’ordre des choses … ». Selon Remy Pautrat, qui connaissait Smain Lamari pour avoir dirigé la DST de 1985 à 1986, ce dernier entretenait donc des « contacts » avec Djamel Zitouni et il trouvait « accommodant » l’émir du GIA censé avoir assassiné 5 français à Alger début aout 1994. Toujours selon Pautrat, en cette fin 1994, la sécurité militaire algérienne avait « épargné volontairement » Djamel Zitouni et l’avait laissé repartir dans les maquis pour qu’il « prenne la relève » de Gousmi à la tête du GIA. Quelques semaines plus tard, Zitouni parvint effectivement à prendre le contrôle du principal mouvement terroriste algérien,.
Selon Sébastien Laurent et Olivier Forcade Rémy Pautrat « estimait que le renseignement ouvert représentait 80 % du renseignement utile » (quand « l’amiral Pierre Lacoste qui dirigea la Direction générale de la sécurité extérieure [...] évaluait pour sa part à 95 % l'information ouverte,. <selon, « aujourd’hui, ce constat serait plus important encore puisque le développement de l’informatique, d’internet et des réseaux sociaux permet d’obtenir un maximum d’informations en source ouverte », une difficulté devenant d'isoler l'information pertinente dans le big data et la prolifération d'information et de fake news.

### Préfet
Nommé préfet de Basse-Normandie et du Calvados le 6 mai 1996, il conçoit un schéma régional d’intelligence économique et lance l'idée des pôles stratégiques. Avec son chargé de mission sur l'intelligence économique, Philippe Clerc, et Philippe Caduc, PDG de l'Agence pour la diffusion de l'information technologique (ADIT), Pautrat organise aussi à Caen les premières assises régionales de l'intelligence économique (29 mai 1997),. À la suite de la dissolution de l'Assemblée nationale, le président Jacques Chirac annule sa visite à ces assises.
Il signe le 10 juillet 1998 la convention « pour le développement de l'intelligence économique et l'internationalisation des PME en Basse Normandie » avec le secrétaire d'État au commerce extérieur et le président du Conseil régional de Basse-Normandie, René Garrec (UDF).
Il évoquera par la suite le cas de Moulinex comme exemple de faible anticipation par la direction de l'environnement économique. 
Devenu préfet du Nord et de la Région Nord-Pas-de-Calais en 1999, il y crée, en partenariat avec des chefs d’entreprise de la région et l’université Lille 2, le Comité de développement de l'intelligence économique et stratégique (CDIES), qui employait en 2009 80 personnes, étant le deuxième centre après Metz.
Il est nommé en 2002 président du conseil d’administration de l’Agence de l'eau Artois-Picardie, puis, après l'élection présidentielle de 2002, Préfet en mission extraordinaire chargé auprès du ministre de l’Intérieur, de la sécurité intérieure et des libertés locales, de l’évaluation de l’action des préfets en poste territorial (19 décembre 2002). En service détaché, il devient en 2004 vice-président exécutif de l'Agence pour la diffusion de l’information technologique (ADIT).

### Activités ultérieures
À la retraite, Rémy Pautrat est ensuite délégué général de France Intelligence Innovation, Président de l'IERSE (Institut d'études et de recherches pour la sécurité des entreprises) à partir du 3 juin 2005 et siège depuis novembre 2009 au comité d'éthique de la ville de Paris sur la vidéosurveillance. Il est aussi l'un des dirigeants de la Compagnie européenne d'intelligence stratégique (CEIS).
Enfin, avec Jean-Pierre Mignard et Mireille Delmas-Marty, il fait partie de la haute autorité chargée de veiller à la régularité du processus des primaires pour 2012 du Parti Socialiste.
En 2005, il est le parrain d'une promotion de l'École de guerre économique.

## Distinctions
- Officier de la Légion d'honneur. Il est fait chevalier le 12 février 1986, puis est promu officier le 13 juillet 1994[20].
- Commandeur de l'ordre national du Mérite. Il est fait officier le 29 janvier 1992, puis est promu commandeur le 10 novembre 1998[21].